# 효고 대학
효고대학(일본어: 兵庫大学)은 효고현 가코가와시 히라오카초 신자이케 2301에 본부를 두는 일본의 사립대학 . 1921년 창립, 1995년 대학 설치. 히가시하리마 지역 유일의 대학. 대학의 약칭은 효다이(兵大)

## 개요

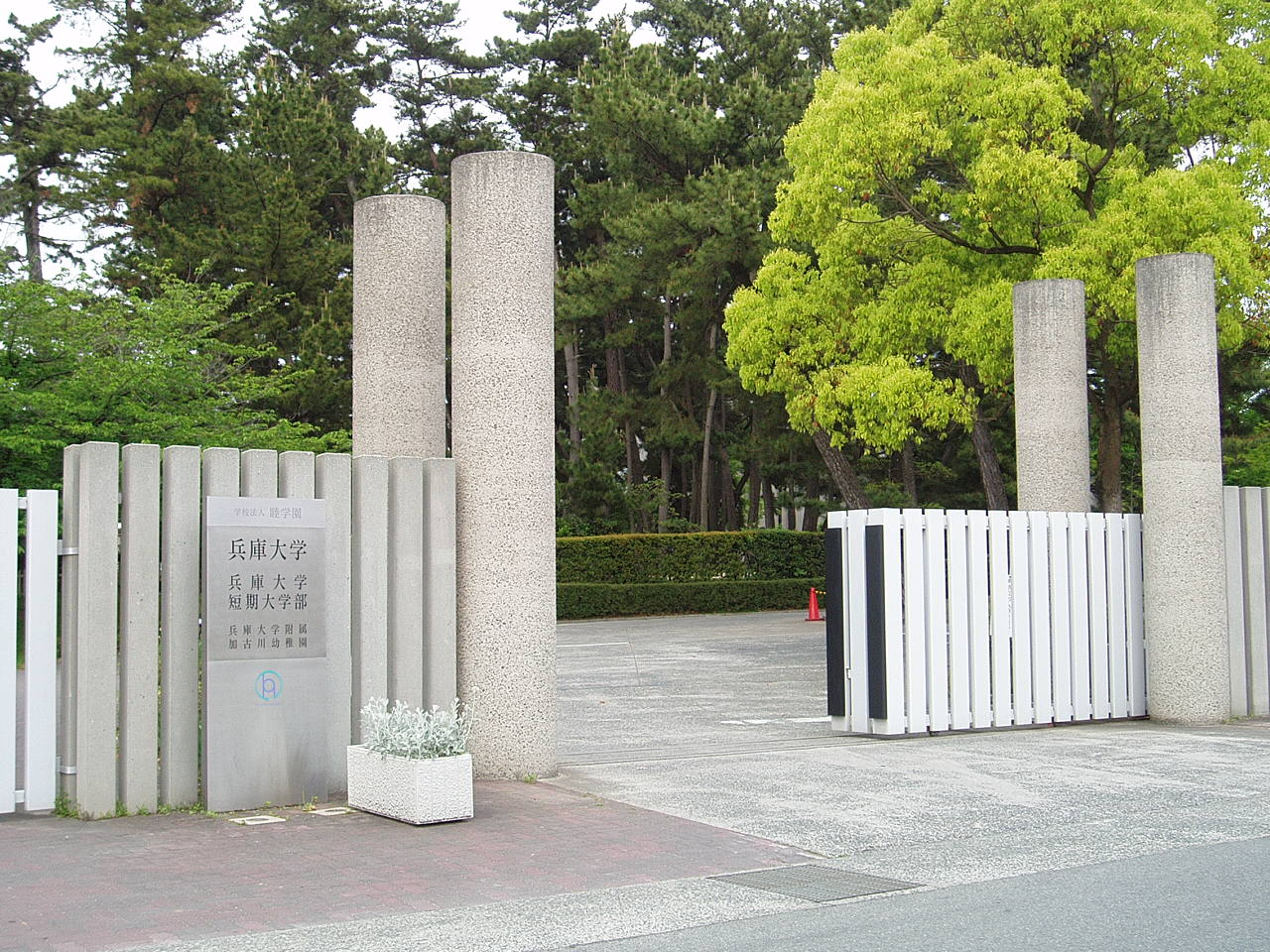
정문

1995년 효고여자단기대학에서 4년제 대학으로 전환하고, 1998년 단기대학을 효고대학 단기대학부로 개편했다. 효고대학, 효고대학 단기대학부를 운영하는 학교법인 무츠미학원은 그 외에도 효고대학 부속 스마노우라고등학교, 고베국제　중학교・고등학교, 효고대학 부속 스마유치원, 효고대학 부속 가코가와유치원을 운영하고 있다.
건학정신은 쇼토쿠 태자의 제17조 헌법 제1조 '이화위귀(以和為貴-평화를 귀하게 여기다)에 나타난 '화(和)'이다.
또한, 니시혼간지(西本願寺) 관련 각 학원이 상호 발전을 목적으로 조직된 류고쿠종합학원의 관계 학교이기도 하다.
학생들을 위한 스쿨버스가 운행되고 있다. 인접한 곳에 데라타이케(寺田池)라는 큰 연못이 있다.

## 연혁
- 1995년 - 경제정보학부 경제정보학과의 단과대학으로 개교
- 1999년 - 대학원 경제정보연구과(경제정보전공) 설치
- 2001년 - 건강과학부(영양매니지먼트학과, 건강시스템학과) 증설
- 2006년 - 건강과학부에 간호학과 증설
- 2008년 - 생애복지학부(사회복지학과) 증설
- 2016년 - 현대비즈니스학부 현대비즈니스학과 개설
- 2017년 - 간호학부 간호학과 증설
- 2020년 - 대학원에 현대비즈니스연구과(석사과정) 및 간호학연구과(박사전기과정, 박사후기과정) 증설
- 2023년 - 교육학부 교육학과 개설, 5개 학부 체제로 운영.

## 학부·학과
- 현대비즈니스학부
  - 현대비즈니스학과
    - 글로벌비즈니스전공
    - 지역비즈니스전공
    - 공공정책전공
    - 데이터사이언스전공
- 건강과학부
  - 영양매니지먼트학과
    - 임상영양코스
    - 스포츠·식육(식생활교육)코스
    - 식품코스

  - 건강시스템학과
    - 양호·보건 코스
    - 학교체육코스
    - 건강스포츠지도코스
- 간호학부
  - 간호학과
- 교육학부
  - 교육학과
- 생애복지학부
  - 사회복지학과
  - 어린이복지학과(모집 중지)
- 단기대학부
  - 보육과 제1부
  - 보육과 제3부

## 연구과·전공
- 현대비즈니스연구과(석사과정)
  - 현대비즈니스전공
- 간호학연구과(박사전기과정, 박사후기과정)

## 부속 종합 연구소
- 효고대학 부속종합연구소

## 취득 가능 자격
- 현대비즈니스학과(고등학교 교사 일종면허: 공민, 상업)
- 영양매니지먼트학과(관리영양사, 영양사 면허, 영양교사 1종 면허, 식품위생관리사, 식품위생감시원, 푸드 스페셜리스트)
- 건강시스템학과( 양호교사 일종면허, 교육직원 면허증〈중・고등교사 일종면허, 보건체육, 보건〉・건강운동지도사・건강운동실천지도사・초급장애인스포츠지도사・주니어스포츠지도사・사회복지주사 임용자격)
- 교육학과(초등학교 교사 일종 면허증・유치원 교사 일종 면허증・특별지원학교 교사 일종 면허증(지・지체・병)・보육사 자격・효고대학 선진보육사(본교 자체 자격)
- 간호학과 (간호사・보건사・양호교사 일종 면허)）
- 사회복지학과(사회복지사・정신보건복지사・고등학교 교사 일종 면허〈복지〉・사회복지주사 임용자격・인정심리학사)
- 보육과 제1부・제3부(보육사 자격・유치원 교사 이종면허증・사회복지사 임용자격증・사회복지주사 임용자격증)

## 학교 생활
- 4월 - 입학식, 오리엔테이션, 프레시맨 세미나(캠프)
- 5월 - 꽃 축제(관불회)
- 6월 - 학원 창립기념일(10일)
- 11월 - 대학 축제 ' 슈호사이(聚萌祭)'
- 12월 - 효다이 일루미네이션
- 2월 - 세미나 발표회
- 3월 - 졸업식, 졸업기념 파티

- 동아리 활동으로는 여자 역도부, 여자 배구부, 취주악부, 경식정구부(남자)가 강화지정 동아리로 지정되어 있다.

## 동창회
- 효고대학 동창회 효란카이(兵鸞会)가 운영되고 있다.

## 교통
- 가장 가까운 역은 JR서일본산요본선(JR西日本山陽本線) 히가시카코가와역이며, 역에서 도보로 약 12분 거리에 있다.

## 무츠미학원이 운영하는 학교
- 효고대학 부속 스마노우라고등학교
- 고베 국제 중학교・고등학교
- 효고대학 부속 스마 유치원
- 효고대학 부속 가코가와 유치원
- 효고대학 단기대학부

## 기타
- 영어 표기로 효고대학(Hyogo University)과 교명이 비슷한 효고현립대학(University of Hyogo)이라는 공립대학이 있다.